# Battaglia di Anzio (468 a.C.)
La battaglia di Anzio del 468 a.C. si svolse nei pressi dell'antica città di Anzio tra l'esercito romano, guidato dal console Tito Quinzio Capitolino Barbato ed i Volsci con gli Equi, loro alleati. I Romani ebbero la meglio.

## Antefatto
Nell'ambito dello scontro tra Romani da una parte, Volsci ed Equi dall'altra, durante il consolato dell'anno precedente, Roma aveva devastato Cenone, cittadella con porto dipendente dalla città di Anzio, senza però neppure tentare di assediare quest'ultima; all'interno delle mura anziati si erano rifugiati i Volsci.
Nel 468 a.C. i Romani decisero di continuare lo scontro, e il comando dell'esercito fu affidato al console Tito Quinzio Capitolino Barbato.

## La battaglia
Lo scontro ebbe luogo a trenta stadi di distanza da Anzio, con l'esercito romano che affrontava in inferiorità numerica quello congiunto di Volsci ed Equi. I Romani, dopo essersi accampati in un luogo più in basso rispetto all'accampamento nemico, il giorno stesso, a mezzogiorno, si presentarono in formazione di battaglia al nemico.
La battaglia iniziò immediatamente, con i combattenti che si equivalevano. Quando il console si accorse che la propria ala destra iniziava a cedere più per l'inferiorità numerica che per il valore del nemico, con i cavalieri corse in soccorso della fanteria, riuscendo non solo a riequilibrare le sorti del combattimento, ma addirittura a far ripiegare lo schieramento nemico. Piegata l'ala sinistra nemica, sulle ali dell'entusiasmo i Romani riuscirono a piegare anche l'ala destra nemica, che riparò nel proprio accampamento.
Quindi i due eserciti rimasero per diversi giorni nei propri accampamenti, a ritemprarsi dalle fatiche e curare i feriti. In quel frangente il campo nemico ai Romani ricevette il soccorso di altri soldati, tanto che, contando su di una notevole superiorità numerica, i Volsci e gli Equi si decisero ad attaccare l'accampamento romano durante la notte, nella speranza di indurli ad abbandonarlo.
I Romani invece, dopo aver respinto gli attacchi nemici dall'interno delle strutture difensive, verso mezzogiorno, quando il nemico appariva ormai stanco e disorganizzato, uscirono in formazione compatta, riuscendo a cogliere di sorpresa i Volsci e gli Equi che iniziarono a ritirarsi verso il colle, dove sorgeva il proprio accampamento.
Ma i Romani non concedettero quartiere, seguendo ed attaccando il nemico, anche a costo di perdere i cavalieri, affinché non potesse riorganizzarsi e sfruttare la posizione favorevole; il combattimento durò per tutto il resto della giornata, alla fine della quale i Romani riuscirono a conquistare l'accampamento nemico.

## Conseguenze
Il giorno dopo gli Anziati, non fidandosi della volontà degli Equi di sostenere l'assedio della città, decisero di arrendersi ai Romani. Tito Quinzio, dopo aver preteso dal nemico sconfitto il soldo per i propri soldati, lasciato un presidio in città tornò con l'esercito a Roma, dove gli fu concesso il trionfo.